# Xculoc
Xculoc es un yacimiento arqueológico maya ubicado en el municipio de Hopelchén al norte del estado de Campeche en México dentro de la región Puuc. El sitio destaca por su edificio principal con arquitectura estilo Puuc, su desarrollo se dio durante la mayor parte del periodo clásico de la civilización maya como un relevante centro cívico de una parte de la región Puuc, el cual concentró un pequeño poder local. El edificio principal se encontraba decorado con una serie de estatuas conocidas como los Atlantes de Xculoc en su fachada. La mayor parte del sitio se encuentra sepultado en la vegetación selvática de la región aunque varios montículos y chultunes están registrados dentro del sitio. 

## Ubicación
La zona arqueológica de Xculoc se localiza en la región Puuc del norte del estado de Campeche cerca del límite estatal con Yucatán y aledaño a una pequeña comunidad maya homónima. El área donde se encuentra Xculoc concentra también un gran número de ciudades y asentamientos mayas prehispánicos, entre los más cercanos alrededor de Xculoc están Chunhuhub, Xkochkax, Xpostanil y Kalak'uitz, a partir de esta serie de asentamientos se ha determinado que Xculoc constituye una microrregión dentro de la propia región Puuc.

## Historia
Xculoc fue documentado por primera vez en marzo de 1887 por Teobert Maler durante una expedición al norte de la península de Yucatán en la región Puuc, en el sitio realizó algunos apuntes y registros arqueológicos y realizó fotografías de la estructura principal.